# 네이코
네이코(NAECO)은 HYBE의 일본 본사 하이브 재팬(HYBE JAPAN) 산하 연예 기획사이다.
큰 바다를 의미하는 "OCEAN"의 철자를 거꾸로 배열하여 만들어진 이름에는 계속 치는 파도에 의해 물줄기가 뒤집히는 모습과 지속적으로 자기변혁을 추구해 나가는 레이블로서의 사업방향성, 아티스트의 자세가 덧대어져 큰 바다와 같은 글로벌 시장을 개척하겠다는 의지도 담겨 있습니다..

## 현재 아티스트
| 직업 | 소속 연예인   | 구성원 | 리더 | 데뷔   | 이전 구성원 |
| ---- | ------------- | ------ | ---- | ------ | ----------- |
| 가수 | 히라테 유리나 | -      | -    | 2015년 |             |